# HELL FREEZES OVER (バンド)
HELL FREEZES OVER（ヘル・フリーゼズ・オーヴァー）は、日本の5人組ヘヴィメタルバンド。  

## 概要
リーダー且つメインコンポーザーのRYOTOが、世界で活躍できる本物のメタルバンドを結成すべく、2011年から約2年にも及ぶメンバー探しを経て結成された。
メタリカ、メガデス、アンスラックス、アイアン・メイデン、シン・リジィ、アクセプト、スコーピオンズ、レインボー等、70,80年代のHR/HM、NWOBHMをメンバーが各々好み、影響を強く受けている。バンド名は英語圏の慣用句、"WHEN HELL FREEZES OVER" (地獄が凍る時、転じてそんな時はない、あり得ないという意味になる)からWhenを取り、"HELL FREEZES OVER" 地獄が凍りついた、転じてあり得ない事があり得た、不可能を可能にするんだという意味が込められている。
メンバーの脱退により数度の活動休止期間はあったものの、2024年5月現在サポートメンバーを迎え海外進出も果たした。
今後、世界を舞台にした活躍に世界中からの注目が集まっている。

## メンバー
- GAINER - ボーカル
- RYOTO - ギター
- HIROTOMO - ギター
- IKUMU - ベース
- NISHI-DA - ドラムス

RYOTO、HIROTOMO両名共にMarshall製ギターアンプを愛用している。

### 旧メンバー
- BRIAN MAKINO - ボーカル
- TAKUMI - ドラムス (元マネージャー)
- T.T.GOBLIN - ドラムス
- TAKUYA - ベース
- RAY - ベース
- TOM LEAPER - ドラムス

## 来歴
2013年3月に結成され、11月に東京都内にて初ライブを敢行。
2014年4月にセルフレコーディング音源 1st Demo 『HELL`S GARAGE』を発表。同年8月にTAKUMIが脱退し、12月にT.T.GOBLIN 加入。
2015年7月に関西ツアー敢行。
2016年6月、T.T.GOBLINを解雇。
2017年3月にBRIAN MAKINOが脱退し、6月にGAINERが加入。
2018年7月にEP『SPEED METAL ASSAULT』でデビューし、全国ツアー開始。同ツアーファイナルにてTOM LEAPERが加入。
2018年9月、RED BULL MUSIC FESTIVAL にてLOUDNESS、HER NAME IN BLOOD、LOVEBITESらと共演。
2018年11月、JAPANESE ASSAULT FEST 18 にてTYGERS OF PAN TANG、FLOTSAM AND JETSAM等海外アーティストと共演。
2019年6月、N.W.O.B.H.M. 40th ANNIVERSARY SPECIAL GIGにてGIRLSCHOOL、VENOM INC.らと共演。
2020年8月に1stフル・アルバム『HELLRAISER』を発売。
2020年12月、ツアーファイナルを期にTAKUYAが脱退。
2021年3月、RAYが加入。ギリシャのSLEASY RIDER RECORDSと契約し、『HELLRASER』のLPをリリース。世界デビューを果たす。
2021年6月、RAYを迎え復活公演を行うが同年10月にRAYとTOM LEAPERが失踪し再び活動休止。
2022年6月、サポートメンバーにSHiTTのIKUMU、NISHI-DAを迎え活動再開。国内ツアーを開始する。同ツアーにてカナダのメタルレジェンドであるANVILとの共演を果たす。
2023年9月、初の海外公演がタイ、シンガポールにて決定。シンガポールではTESTAMENT、SEPULTURA。タイではTESTAMENTに加えMARDUKと共演を果たす。
2023年12月、EP『THE KILLING FLOOR』を発表。同曲のMVを公開、ワンマンライブを敢行した。
2024年3月、中国の上海、済南にてFLAMING METAL FESTIVALに出演。両日ともにヘッドライナーを務める。

## ディスコグラフィ
| ミニ・アルバム | ミニ・アルバム          | ミニ・アルバム                                                                |
| -------------- | ----------------------- | ----------------------------------------------------------------------------- |
| 発売日         | タイトル                | 収録曲                                                                        |
| 2018年7月11日  | 『SPEED MEATL ASSAULT』 | 01.Burn Your Life 02.Hawkeye 03.Writing On The Wall 04.Overwhelm              |
| 2023年12月6日  | 『THE KILLING FLOOR』   | 01.The Killing Floor 02.Shred 03.Grant You Metal（Live） 04.Overwhelm（Live） |

| アルバム      | アルバム      | アルバム      | アルバム       | アルバム |
| ------------- | ------------- | ------------- | -------------- | --- |
| 発売日        | 発売日        | 発売日        | タイトル       | 収録曲 |
| 2020年8月26日 | 2020年8月26日 | 2020年8月26日 | 『HELLRAISER』 | 01.Hellraiser 02.Roadkill 03.End The Breath Of The Night 04.Grant You Metal 05.Burn Your Life 06.The Last Frontier 07.Phantom Helicopter Attack 08.Hawkeye 09.Overwhelm 10.Eternal March Of Valor |

## ミュージックビデオ
| 制作         | 曲名                            |
|              | 『Overwhelm』                   |
| CARNAL BEAST | 『End The Breath Of The Night』 |
|              | 『The Killing Floor』           |
|              | 『Shred』                       |